# Kessel-Lier
kessel-Lier est une ancienne course cycliste belge, organisée de 1954 à 1980 entre la ville de Kessel en Région flamande dans la province d'Anvers et la ville de Lier, dans la même province. 

## Palmarès
| Année | Vainqueur                  | Deuxième                | Troisième              |
| ----- | -------------------------- | ----------------------- | ---------------------- |
| 1954  | André Blomme               | Jozef De Feyter         | Marcel Rijckaert       |
| 1955  | Julien Cools               | Alois De Hertog         | Eugène Van Roosbroeck  |
| 1956  | Alfons Van den Brande (nl) | Maurice Baele           | Jozef Mariën           |
| 1957  | Karel Borgmans             | Willy Schroeders        | Jan Van Gompel         |
| 1958  | Jan Zagers                 | Jozef Theuns            | Jan Van Gompel         |
| 1959  | Jozef Verachtert           | Michel Van Aerde        | Joseph Janssens        |
| 1960  | Frans Aerenhouts           | Jan Van Gompel          | Robert Duerinckx       |
| 1961  | Frans Aerenhouts           | Leopold Schaeken        | Lode Troonbeeckx       |
| 1962  | Rik Luyten                 | Raymond Vrancken (nl)   | Adriaan Biemans        |
| 1963  | Ludo Janssens              | Jan Lauwers             | Jan Van Gompel         |
| 1964  | Jos Haeseldonckx           | Lex van Kreuningen (nl) | Jean-Baptiste Claes    |
| 1965  | Lode Troonbeeckx           | Jos Dewit               | Jos Haeseldonckx       |
| 1966  | Jos Huysmans               | Lucien Willekens        | Hugo Hellemans         |
| 1967  | Willy In 't Ven            | Jean-Baptiste Claes     | Peter Glemser          |
| 1968  | Joseph Spruyt              | Julien Stevens          | Victor Van Schil       |
| 1969  | Paul In 't Ven             | Jos Deschoenmaecker     | Eddy Beugels           |
| 1970  | Rik Van Looy               | Julien Delocht          | Roger Cooreman         |
| 1971  | Victor Van Schil           | Jozef Abelshausen       | Giovanni Jiménez       |
| 1972  | Herman Vanspringel         | Richard Bukacki         | Harry van Leeuwen (nl) |
| 1973  | Alfons De Bal              | Jozef Abelshausen       | Victor Van Schil       |
| 1974  | Jos Huysmans               | Marc Sohet              | Victor Van Schil       |
| 1975  | André Delcroix (nl)        | Gustaaf Van Roosbroeck  | Jos Jacobs             |
| 1976  | Frans Mintjens             | André Delcroix (nl)     | Willy Scheers          |
| 1980  | Hendrik Caethoven          | Emiel Gysemans          | Marc Goossens          |